# Selo D. Luís (fita direita)
Os selos de D.Luís com fita direita foram selos base de Portugal. Os primeiros valores foram introduzidos em 1870 e vieram substituir os chamados fita curva.
Estes selos foram desenhados e gravados pelo primeiro gravador da Casa da Moeda, Frederico Augusto de Campos, que tinha sido incumbido de retocar os cunhos da emissão anterior, da autoria de Carlos Wiener. O seu trabalho é considerado como um dos mais belos desenhos da filatelia portuguesa.
Os selos de de fita direita circularam com desenho próprio em Portugal Continental e em todas as ex-colônias portuguesas com exceção da Guiné Portuguesa, e nos Açores e Madeira com sobrecarga adequada.
Esta foi a última emissão de selos em relevo em Portugal. Foi substituída pelas emissões de D. Luís de perfil e de frente.

## No continente
Impressos um a um e dispostos regularmente em folhas de 28 exemplares, utilizaram quatro dentados diferentes, e papel liso fino, médio e espesso, papel costelado e papel porcelana. Foram reimpressos em 1885 e em 1905.

### Primeira emissão
O primeiro conjunto de selos emitidos seguiu exatamente os valores e cores da emissão dos selos com fita curva e ainda um selo de 240 reis lilás, que havia sido programado mas não emitido naquela emissão. Estiveram ainda previstos selos de 480, 720 e 960 reis (para poupar selos de 240 reis), mas nunca foram abertos os cunhos para estes valores.
| Valor    | Cor              | Selos emitidos | Entrada em circulação | Saída de circulação |
| -------- | ---------------- | -------------- | --------------------- | ------------------- |
| 5 reis   | preto            | 37.990.600     |                       | 16/03/1883          |
| 10 reis  | amarelo          | 2.648.200      |                       | 01/08/1884          |
| 20 reis  | bistre           | 5.059.200      |                       | 01/03/1885          |
| 25 reis  | carmim rosa      | 100.699.304    |                       | 16/02/1882          |
| 50 reis  | verde            | 2.142.000      |                       | 26/06/1882          |
| 80 reis  | laranja vermelho | 7.406.000      |                       | 31/06/1892          |
| 100 reis | lilás malva      | 8.617.400      |                       | 15/04/1893          |
| 120 reis | azul             | 866.600        |                       | 03/1876             |
| 240 reis | lilás            | 156.800        |                       | 03/1876             |

Devido à alteração de taxas, depois destes selos começarem a circular, dois outros valores foram emitidos, 150 e 300 reis:
| Valor    | Cor      | Selos emitidos | Entrada em circulação | Saída de circulação |
| -------- | -------- | -------------- | --------------------- | ------------------- |
| 15 reis  | castanho | 2.928.800      |                       | 31/10/1892          |
| 150 reis | azul     | 406.000        |                       | 01/04/1884          |
| 300 reis | violeta  | 1.036.000      |                       | 01/10/1893          |

### Segunda emissão
A conselho da União Postal Universal, em 1879 passaram os selos destinados a impressos, a ser emitidos na cor verde (10 reis), e os destinados a cartas, na cor azul (50 reis). Isto traduziu-se na alteração da cor de três selos:
| Valor    | Cor                 | Selos emitidos | Entrada em circulação | Saída de circulação |
| -------- | ------------------- | -------------- | --------------------- | ------------------- |
| 10 reis  | verde ou verde azul | 3.476.200      |                       | 01/08/1884          |
| 50 reis  | azul                | 1.645.600      |                       | 26/06/1882          |
| 150 reis | amarelo             | 1.569.400      |                       | 01/10/1893          |

### Terceira emissão
Alterado o porte dos bilhetes postais para 20 reis, o selo desta taxa teria que passar a ser carmim, segundo os acordos da União Postal Universal. Como havia urgência preferiu-se usar o cunho já aberto em relevo ao invés de abrir um novo cunho na emissão corrente da época.
Pela mesma razão utilizou-se para o selo de 1000 reis, principalmente destinado a telegramas, um cunho anteriormente aberto mas nunca utilizado.
| Valor     | Cor    | Selos emitidos | Entrada em circulação | Saída de circulação |
| --------- | ------ | -------------- | --------------------- | ------------------- |
| 20 reis   | carmim | 2.800.000      |                       | 31/07/1887          |
| 1000 reis | preto  | 112.000        |                       | 01/09/1910          |

### O selo de 500 reis vermelho
Quando foi necessário abrir um cunho para um selo de 500 reis, pensou-se em fazê-lo para a nova emissão de selos com efígie de D. Luís. Contudo havia algum receio que estes selos tipografados não ficassem prontos a tempo. Como medida cautelar, pediu-se à Casa da Moeda que imprimisse 4000 folhas de selos de 500 reis de cor vermelha para o caso dos novos selos não ficarem prontos a tempo, o que não veio a acontecer, sendo que as folhas foram destruídas. Contudo conhece-se um exemplar por ter ido parar às mãos do diretor dos correios.

## Nas ex-colônias
Circularam os selos de fita direita nas seguintes antigas colônias portuguesas: Angola (com legenda Província de Angola), Cabo Verde (legenda Província de Cabo Verde), São Tomé e Príncipe (legenda S. Thomé e Príncipe), Moçambique (legenda Província de Moçambique), Índia Portuguesa (legenda Índia Portuguesa), Macau e Timor (legenda Correio de Timor). Nestas a efígie do monarca é a mesma que no continente, mas a moldura apresenta algumas diferenças.
Estes selos começaram a circular em 1886 (1887 em São Tomé e Príncipe, 1888 em Timor) e vieram substituir os selos de tipo coroa.

### Taxas
Com exceção da Índia, onde os selos foram emitidos em moeda local, os valores desta série foram: 5 (preto), 10 (verde), 20 (carmim), 25 (violeta lilás), 40 (castanho vermelho), 50 (azul), 100 (castanho amarelo), 200 (cinzento violeta) e 300 (laranja) reis, e ainda 80 reis (cinzento) na emissão de Timor.
Na Índia, foram emitidos os valores de 1,5 (preto), 4,5 (bistre) e 6 reis (verde escuro) e ainda 1 (carmim), 2 (azul), 4 (azul violeta) e 8 tangas (laranja).